# Dark Side Club
Il Dark Side Club è un club sotterraneo immaginario, che venne alla ribalta nella serie limitata Crisi finale.
Originariamente presente nella miniserie Seven Soldiers: Mister Miracle (ci fu un precedente Dark Side Club che comparve in alcuni numeri di Justice League International, ma non sembra avere alcuna relazione con questo), il Dark Side Club serviva da fortezza per Darkseid (ora noto come "Boss Dark Side") e i Nuovi Dei di Apokolips abbandonati sulla Terra e come centro di reclutamento per i nuovi leali servitori. Simile al concetto dell'ex fight club di Roulette, il Dark Side Club forniva i suoi padroni benestanti con lotte su un ring da combattimento dove i metaumani sotto controllo mentale venivano costretti a combattere, spesso in battaglie mortali. Una ricreazione umana nell'orfanotrofio di Nonnina Bontà, i metaumani catturati, spesso i più giovani o i più malvagi, venivano nutriti con delle droghe da Bernadeth costantemente, e controllati e abusati da Nonnina Bontà.
Tra le vittime più note del Dark Side Club ci furono i Gemelli Tornado, figli di Barry Allen e Misfit, la protetta delle Birds of Prey. Dato che tutti loro riuscirono a fuggire, la loro cattura rinculò sul Boss Dark Side, allertando la comunità supereroica delle loro attività, e lasciando che Misfit e Black Alice danneggiassero il club, per esempio uccidendo Nonnina Bontà durante la loro fuga.
Dark Side reclutò i Terror Titans al fine di catturare i Teen Titans, lasciando al Re degli Orologi il ruolo che una volta era di Bernadeth e Nonnina come capo cacciatore e controllore mentale. In questo ruolo, i Terror Titans riuscirono a catturare Red Devil e Miss Martian, controllando mentalmente il primo perché diventasse una bestia feroce e incapace di pensare, e costringendo l'ultima ad annullare il suo danno mentale.
Tuttavia, non tutti i meta catturati furono copstretti a combattere nell'arena di Dark Side, e il Dottor Bud Fogel (in realtà il Dio oscuro Desaad) fu inviato a catturare gli Infinitors ed ebbe a che fare con gli aggressivi ragazzi di Everyman, gli eroi più giovani ad aver avuto poteri non voluti dall'eso-gene di Lex Luthor. Double Trouble rimase ucciso, mentre Vaporlock, Amazing Woman e Empathy furono catturate, e costrette a potenziare una macchina creata per liberare gli Everymen dei loro poteri persistenti, ritenuti troppo imprevedibili e instabili per essere utilizzati nel Dark Side Club. Come effetto collaterale, gli Infinitors ancora vivi svanirono.
Il Club ritornò in Terror Titans, dove i Terror Titans ripresero il loro ruolo di capi, e donarono al Dark Side Club una facciata più commerciale, più simile al fight club sotterraneo di Roulette. Riuscirono a catturare una schiera di nuovi eroi semi-oscuri, e il Re degli Orologi assunse Ravager come scagnozza e addestratrice. Rose accettò a malincuore, rifiutandosi ancora di abbracciare i modi violenti del Club e rifiutandosi di abbandonare il suo libero arbitrio, apparentemente seguendo un proprio piano. Lo scrittore Sean McKeever disse "porteremo anche il concetto del Dark Side Club da "Seven Soldiers" e "Crisi Finale" nel nuovo step rivoluzionario, e questo è il centro della storia".
Nella serie Crisi finale, viene mostrato che è Dan Turpin a scoprire che il Dark Side Club catturava bambini metaumani, e insegnava loro a recitare l'Equazione dell'Anti-vita.
Si venne a scoprire che l'ex eroe della Milestone Comics, Static era il campione del Dark Side Club, e il più forte dei suoi metaumani catturati. Durante il suo scontro con Ravager, la sconfisse facilmente e tentò senza successo di attaccare i suoi rapitori dopo essere riuscito in qualche modo a fuggire all'Equazione Anti-Vita.

## Collegamenti
- Birds of Prey n. 118
- The Flash vol. 2 n. 240
- Infinity Inc. vol. 2 n. 11 e n. 12
- The Teen Titans vol. 3 n. 59 e n. 60
- Terror Titans dal n. 1 al n. 6